# La Ceiba (Chiapas)
La Ceiba es una localidad del estado mexicano de Chiapas. Es parte del municipio de Simojovel.

## Demografía
| Gráfica de evolución demográfica |
|                                  |

| Censo | Población |
| ----- | --------- |
| 1950  | 257       |
| 1960  | 280       |
| 1970  | 360       |
| 1980  | 142       |
| 1990  | 733       |
| 2000  | 974       |
| 2010  | 1 275     |
| 2020  | 1 425     |